# Cercyonis silvestris
Cercyonis silvestris är en fjärilsart som beskrevs av Edwards 1861. Cercyonis silvestris ingår i släktet Cercyonis och familjen praktfjärilar. Inga underarter finns listade i Catalogue of Life.